# スカシダコ
スカシダコ (学名：Vitreledonella richardi) は、クラゲダコ科に属するタコの一種。以前はスカシダコ科に分類されていた。世界中の深海に生息し、透明な体が特徴である。

## 分布と生息地
世界中の熱帯や亜熱帯の海の、水深100-2000mに生息する。深海棲であるため、観察例は少ないが、2021年にはボストン大学の研究者が調査船に乗船し、2個体の映像を撮影した。海山や島の近くに生息することが多い。成長に伴って生息水深が異なり、幼生は水深300-400mで、より大きな幼体は水深100mほどで、成体はより深い場所で発見されている。

## 形態
体はゼラチン状で、ほとんど無色透明である。眼球、視伸経、消化管、黄色の器官などが透けて見える。外套長は最大11cm、全長は最大45cmに達する。上側の3対の腕は、幼体では外套膜とほぼ同じ長さだが、成体では2-3倍の長さになる。4対目の腕はわずかに短い。吸盤は小さく、広い間隔で一列に並んでいる。雄の三本目の左腕は交接腕となっており、交尾の際には分離され、雌に精子を運ぶ。成熟した雄では、生殖器系に大きな膨大部と細長い付属腺が顕著に現れる。
眼は円筒形で、側面から見ると長方形である。これにより水平方向の視界が制限されるが、下から見た際に影を最小限に抑え、天敵から見つかりにくくなっている。歯舌には異歯性があり、中央の歯は多数の尖頭を持つが、横側の歯は単一の尖頭から成る。成長に伴って下顎の形状が変化し、幼体の下顎には多数の歯があるが、成体の下顎は滑らかである。

## 生態
卵胎生であり、雌は外套腔内に数百個の卵を抱卵する。卵の大きさは約4mmで、幼生の外套長は約2.2mmである。母親は幼生が孵化するとすぐに死亡するため、自力で成長する。繁殖形態は不明だが、交接の際にオスが交接腕を切り離してメスの体内に残していくことが知られている。寿命は推定で2-5年。食性は動物食で、エビ、カニ、イカなどを食べる。下顎の形状から、幼体は獲物の肉のみを食べるか、柔らかい獲物を食べ、成体は殻を持つ獲物を噛み砕いて食べることが推測されている。北大西洋では、キタトックリクジラの餌となっている。